# زولتان هيشت
زولتان هيشت هو فنان تشكيلي مجري، ولد في 24 يونيو 1890، وتوفي في 1969.